# Omar Gaber
Omar Gaber (in arabo عمر جابر‎?; Il Cairo, 30 gennaio 1992) è un calciatore egiziano, difensore dello Zamalek.

## Caratteristiche tecniche
Terzino destro di spinta – in possesso di una notevole velocità, a cui abbina un'ottima resistenza allo sforzo – capace di creare superiorità numerica saltando l'uomo in progressione. In caso di necessità può spostarsi al centro della mediana.

## Carriera

### Club
All'età di 5 anni viene prelevato dal settore giovanile dello Zamalek. Approdato in prima squadra, esordisce tra i professionisti l'11 marzo 2010 contro l'El Gaish. Il 10 maggio 2016 – dopo aver trascorso 19 anni tra i Cavalieri Bianchi, vincendo un titolo e laureandosi tre volte vincitore della Coppa d'Egitto – viene tesserato dal Basilea, accordandosi con la società sulla base di un contratto quadriennale.
L'esborso economico effettuato dalla società svizzera è stato di circa 1.65 milioni di euro, incluso il 15% del ricavato destinato al sodalizio egiziano in caso di una futura cessione del giocatore ad altre squadre. Il 1º novembre esordisce nelle competizioni europee, in occasione di Basilea-PSG (1-2) – partita valida per la fase a gironi di Champions League – venendo schierato da titolare. Lascia il terreno di gioco al 24' della ripresa per far posto ad Andraž Šporar.
Il 20 novembre viene annunciato che il giocatore a partire dal 1º gennaio 2018 si trasferirà in prestito per un anno al Los Angeles Football Club, in MLS. Riscattato dal sodalizio americano, il 12 luglio viene tesserato dal Pyramids. Il 20 settembre 2021 passa in prestito all'El Gaish. Il 5 ottobre torna al Pyramids, che in cambio cede il cartellino di John Antwi all'El Gaish.
Il 24 settembre 2022 torna allo Zamalek a titolo definitivo, firmando un accordo valido fino al 2025.

### Nazionale
Dopo aver preso parte con la rappresentativa giovanile ai Mondiali Under-20 2011, organizzati in Colombia, il 3 settembre 2011 esordisce in nazionale in Sierra Leone-Egitto (2-1), gara valida per le qualificazioni alla Coppa d'Africa 2012, subentrando al 75' al posto di Marwan Mohsen.
Nel 2012 prende parte alle Olimpiadi di Londra con la selezione olimpica. Il 4 gennaio 2017 il CT Héctor Cúper lo inserisce nella lista dei 23 convocati alla Coppa d'Africa 2017. L'Egitto viene sconfitto in finale 2-1 dal Camerun. Il 4 giugno 2018 viene incluso nella lista dei 23 convocati per il campionato del mondo 2018. Assiste i compagni – eliminati nella fase a gironi – dalla panchina, senza scendere in campo.
L'11 giugno 2019 viene incluso dal CT Javier Aguirre nella lista definitiva dei 23 convocati per la fase finale della Coppa d'Africa 2019, disputata in Egitto. Il cammino della squadra si interrompe agli ottavi di finale contro il Sudafrica.

## Statistiche

### Presenze e reti nei club
Statistiche aggiornate al 15 dicembre 2024.
| Stagione        | Squadra         | Campionato      | Campionato | Campionato | Coppe nazionali | Coppe nazionali | Coppe nazionali | Coppe continentali | Coppe continentali | Coppe continentali | Altre coppe | Altre coppe | Altre coppe | Totale | Totale |
| Stagione        | Squadra         | Comp            | Pres       | Reti       | Comp            | Pres            | Reti            | Comp               | Pres               | Reti               | Comp        | Pres        | Reti        | Pres   | Reti   |
| --------------- | --------------- | --------------- | ---------- | ---------- | --------------- | --------------- | --------------- | ------------------ | ------------------ | ------------------ | ----------- | ----------- | ----------- | ------ | ------ |
| 2009-2010       | Zamalek         | PL              | 6          | 0          | CE              | 0               | 0               | -                  | -                  | -                  | -           | -           | -           | 17     | 0      |
| 2010-2011       | Zamalek         | PL              | 19         | 0          | CE              | 4               | 0               | CCL                | 3                  | 0                  | -           | -           | -           | 26     | 0      |
| 2011-2012       | Zamalek         | PL              | 10         | 0          | -               | -               | -               | CCL                | 5                  | 0                  | -           | -           | -           | 15     | 0      |
| 2012-2013       | Zamalek         | PL              | 11         | 2          | CE              | 3               | 0               | CCL                | 8                  | 1                  | -           | -           | -           | 22     | 3      |
| 2013-2014       | Zamalek         | PL              | 18+3       | 3          | CE              | 3               | 0               | CCL                | 10                 | 1                  | -           | -           | -           | 34     | 4      |
| 2014-2015       | Zamalek         | PL              | 27         | 4          | CE              | 3               | 0               | CC                 | 10                 | 2                  | SE          | 1           | 0           | 41     | 6      |
| 2015-2016       | Zamalek         | PL              | 23         | 1          | CE              | 0               | 0               | CCL                | 3                  | 0                  | SE          | 1           | 1           | 27     | 2      |
| 2016-2017       | Basilea         | SL              | 12         | 0          | CS              | 3               | 0               | UCL                | 1                  | 0                  | -           | -           | -           | 16     | 0      |
| 2017-gen. 2018  | Basilea         | SL              | 1          | 0          | CS              | 3               | 0               | UCL                | 0                  | 0                  | -           | -           | -           | 4      | 0      |
| Totale Basilea  | Totale Basilea  | Totale Basilea  | 13         | 0          |                 | 6               | 0               |                    | 1                  | 0                  |             | -           | -           | 20     | 0      |
| 2018            | Los Angeles FC  | MLS             | 7          | 0          | USOC            | 0               | 0               | -                  | -                  | -                  | -           | -           | -           | 7      | 0      |
| 2018-2019       | Pyramids        | PL              | 27         | 0          | CE              | 4               | 0               | -                  | -                  | -                  | -           | -           | -           | 31     | 0      |
| 2019-2020       | Pyramids        | PL              | 27         | 1          | CE              | 0               | 0               | CC                 | 15                 | 0                  | -           | -           | -           | 42     | 1      |
| 2020-2021       | Pyramids        | PL              | 28         | 1          | CE              | 1               | 0               | CC                 | 9                  | 1                  | -           | -           | -           | 38     | 2      |
| 2021-2022       | Pyramids        | PL              | 21         | 0          | CE              | 0               | 0               | CC                 | 9                  | 0                  | -           | -           | -           | 30     | 0      |
| Totale Pyramids | Totale Pyramids | Totale Pyramids | 103        | 2          |                 | 5               | 0               |                    | 33                 | 1                  |             | -           | -           | 141    | 3      |
| 2022-2023       | Zamalek         | PL              | 16         | 0          | CE              | 4               | 0               | CCL                | 6                  | 0                  | SE          | 1           | 0           | 27     | 0      |
| 2023-2024       | Zamalek         | PL              | 27         | 1          | CE              | 1               | 0               | ACC+CC             | 3+11               | 0                  | -           | -           | -           | 42     | 1      |
| 2024-2025       | Zamalek         | PL              | 4          | 0          | CE              | 0               | 0               | CC                 | 5                  | 0                  | SE+SA       | 1+1         | 0           | 11     | 0      |
| Totale Zamalek  | Totale Zamalek  | Totale Zamalek  | 164        | 11         |                 | 18              | 0               |                    | 64                 | 4                  |             | 5           | 1           | 251    | 16     |
| Totale carriera | Totale carriera | Totale carriera | 287        | 13         |                 | 29              | 0               |                    | 98                 | 5                  |             | 5           | 1           | 419    | 19     |

### Cronologia presenze e reti in nazionale
| Cronologia completa delle presenze e delle reti in nazionale ― Egitto | Cronologia completa delle presenze e delle reti in nazionale ― Egitto | Cronologia completa delle presenze e delle reti in nazionale ― Egitto | Cronologia completa delle presenze e delle reti in nazionale ― Egitto | Cronologia completa delle presenze e delle reti in nazionale ― Egitto | Cronologia completa delle presenze e delle reti in nazionale ― Egitto | Cronologia completa delle presenze e delle reti in nazionale ― Egitto | Cronologia completa delle presenze e delle reti in nazionale ― Egitto |
| Data                                                                  | Città                                                                 | In casa                                                               | Risultato                                                             | Ospiti                                                                | Competizione                                                          | Reti                                                                  | Note                                                                  |
| --------------------------------------------------------------------- | --------------------------------------------------------------------- | --------------------------------------------------------------------- | --------------------------------------------------------------------- | --------------------------------------------------------------------- | --------------------------------------------------------------------- | --------------------------------------------------------------------- | --------------------------------------------------------------------- |
| 3-9-2011                                                              | Freetown                                                              | Sierra Leone                                                          | 2 – 1                                                                 | Egitto                                                                | Qual. Coppa d'Africa 2012                                             | -                                                                     | 75’                                                                   |
| 8-10-2011                                                             | Il Cairo                                                              | Egitto                                                                | 3 – 0                                                                 | Niger                                                                 | Qual. Coppa d'Africa 2012                                             | -                                                                     |                                                                       |
| 28-12-2012                                                            | Doha                                                                  | Qatar                                                                 | 0 – 2                                                                 | Egitto                                                                | Amichevole                                                            | -                                                                     |                                                                       |
| 10-1-2013                                                             | Abu Dhabi                                                             | Ghana                                                                 | 3 – 0                                                                 | Egitto                                                                | Amichevole                                                            | -                                                                     | 36’                                                                   |
| 14-1-2013                                                             | Abu Dhabi                                                             | Costa d'Avorio                                                        | 4 – 2                                                                 | Egitto                                                                | Amichevole                                                            | -                                                                     | 86’                                                                   |
| 6-2-2013                                                              | Madrid                                                                | Cile                                                                  | 2 – 1                                                                 | Egitto                                                                | Amichevole                                                            | -                                                                     | 46’                                                                   |
| 22-3-2013                                                             | Alessandria d'Egitto                                                  | Egitto                                                                | 10 – 0                                                                | eSwatini                                                              | Amichevole                                                            | -                                                                     | 46’                                                                   |
| 30-9-2013                                                             | Il Cairo                                                              | Egitto                                                                | 2 – 0                                                                 | Uganda                                                                | Amichevole                                                            | -                                                                     | 46’                                                                   |
| 2-10-2013                                                             | Il Cairo                                                              | Egitto                                                                | 3 – 0                                                                 | Uganda                                                                | Amichevole                                                            | -                                                                     | 16’                                                                   |
| 30-5-2014                                                             | Santiago del Cile                                                     | Cile                                                                  | 3 – 2                                                                 | Egitto                                                                | Amichevole                                                            | -                                                                     | 46’                                                                   |
| 30-8-2014                                                             | Assuan                                                                | Egitto                                                                | 1 – 0                                                                 | Kenya                                                                 | Amichevole                                                            | -                                                                     | 79’                                                                   |
| 11-10-2015                                                            | Abu Dhabi                                                             | Egitto                                                                | 3 – 0                                                                 | Zambia                                                                | Amichevole                                                            | -                                                                     |                                                                       |
| 14-11-2015                                                            | N'Djamena                                                             | Ciad                                                                  | 1 – 0                                                                 | Egitto                                                                | Qual. Mondiali 2018                                                   | -                                                                     |                                                                       |
| 17-11-2015                                                            | Alessandria d'Egitto                                                  | Egitto                                                                | 4 – 0                                                                 | Ciad                                                                  | Qual. Mondiali 2018                                                   | -                                                                     |                                                                       |
| 27-1-2016                                                             | Assuan                                                                | Egitto                                                                | 0 – 1                                                                 | Giordania                                                             | Amichevole                                                            | -                                                                     | 75’                                                                   |
| 27-2-2016                                                             | Alessandria d'Egitto                                                  | Egitto                                                                | 2 – 0                                                                 | Burkina Faso                                                          | Amichevole                                                            | -                                                                     | 63’                                                                   |
| 25-3-2016                                                             | Kaduna                                                                | Nigeria                                                               | 1 – 1                                                                 | Egitto                                                                | Qual. Coppa d'Africa 2017                                             | -                                                                     |                                                                       |
| 29-3-2016                                                             | Alessandria d'Egitto                                                  | Egitto                                                                | 1 – 0                                                                 | Nigeria                                                               | Qual. Coppa d'Africa 2017                                             | -                                                                     |                                                                       |
| 6-9-2016                                                              | Johannesburg                                                          | Sudafrica                                                             | 1 – 0                                                                 | Egitto                                                                | Amichevole                                                            | -                                                                     | 76’                                                                   |
| 9-10-2016                                                             | Brazzaville                                                           | Rep. del Congo                                                        | 1 – 2                                                                 | Egitto                                                                | Qual. Mondiali 2018                                                   | -                                                                     |                                                                       |
| 1-2-2017                                                              | Libreville                                                            | Burkina Faso                                                          | 1 – 1 dts (3 – 4 dtr)                                                 | Egitto                                                                | Coppa d'Africa 2017 - Semifinale                                      | -                                                                     | 107’                                                                  |
| 27-3-2018                                                             | Zurigo                                                                | Egitto                                                                | 0 – 1                                                                 | Grecia                                                                | Amichevole                                                            | -                                                                     | 51’                                                                   |
| 25-5-2018                                                             | Madinat al-Kuwait                                                     | Kuwait                                                                | 1 – 1                                                                 | Egitto                                                                | Amichevole                                                            | -                                                                     | 27’                                                                   |
| 6-6-2018                                                              | Bruxelles                                                             | Belgio                                                                | 3 – 0                                                                 | Egitto                                                                | Amichevole                                                            | -                                                                     | 79’                                                                   |
| 26-3-2019                                                             | Asaba                                                                 | Nigeria                                                               | 1 – 0                                                                 | Egitto                                                                | Amichevole                                                            | -                                                                     | 81’                                                                   |
| 16-6-2019                                                             | Alessandria d'Egitto                                                  | Egitto                                                                | 3 – 1                                                                 | Guinea                                                                | Amichevole                                                            | 1                                                                     |                                                                       |
| 30-6-2019                                                             | Il Cairo                                                              | Uganda                                                                | 0 – 2                                                                 | Egitto                                                                | Coppa d'Africa 2019 - 1º turno                                        | -                                                                     | 90+1’                                                                 |
| 13-10-2019                                                            | Alessandria d'Egitto                                                  | Egitto                                                                | 1 – 0                                                                 | Botswana                                                              | Amichevole                                                            | -                                                                     | 80’                                                                   |
| 25-3-2021                                                             | Nairobi                                                               | Kenya                                                                 | 1 – 1                                                                 | Egitto                                                                | Qual. Coppa d'Africa 2021                                             | -                                                                     | 72’                                                                   |
| 29-3-2021                                                             | Il Cairo                                                              | Egitto                                                                | 4 – 0                                                                 | Comore                                                                | Qual. Coppa d'Africa 2021                                             | -                                                                     |                                                                       |
| 5-9-2021                                                              | Franceville                                                           | Gabon                                                                 | 1 – 1                                                                 | Egitto                                                                | Qual. Mondiali 2022                                                   | -                                                                     | 27’, 71’                                                              |
| 26-3-2022                                                             | Il Cairo                                                              | Egitto                                                                | 1 – 0                                                                 | Senegal                                                               | Qual. Mondiali 2022                                                   | -                                                                     |                                                                       |
| 29-3-2022                                                             | Dakar                                                                 | Senegal                                                               | 1 – 0 dts (3 – 1 dtr)                                                 | Egitto                                                                | Qual. Mondiali 2022                                                   | -                                                                     | 34’ 36’                                                               |
| 5-6-2022                                                              | Il Cairo                                                              | Egitto                                                                | 1 – 0                                                                 | Guinea                                                                | Qual. Coppa d'Africa 2023                                             | -                                                                     |                                                                       |
| 9-6-2022                                                              | Lilongwe                                                              | Etiopia                                                               | 2 – 0                                                                 | Egitto                                                                | Qual. Coppa d'Africa 2023                                             | -                                                                     |                                                                       |
| 14-6-2022                                                             | Seul                                                                  | Corea del Sud                                                         | 4 – 1                                                                 | Egitto                                                                | Amichevole                                                            | -                                                                     |                                                                       |
| 23-9-2022                                                             | Alessandria d'Egitto                                                  | Egitto                                                                | 3 – 0                                                                 | Niger                                                                 | Amichevole                                                            | -                                                                     |                                                                       |
| 27-9-2022                                                             | Alessandria d'Egitto                                                  | Egitto                                                                | 3 – 0                                                                 | Liberia                                                               | Amichevole                                                            | -                                                                     | 63’                                                                   |
| Totale                                                                |                                                                       | Presenze                                                              | 38                                                                    |                                                                       | Reti                                                                  | 1                                                                     |                                                                       |

## Palmarès

### Club

#### Competizioni nazionali
- Campionato egiziano: 1

Zamalek: 2014-2015
- Coppa d'Egitto: 3

Zamalek: 2012-2013, 2013-2014, 2014-2015
- Campionato svizzero: 1

Basilea: 2016-2017
- Coppa Svizzera: 1

Basilea: 2016-2017

#### Competizioni internazionali
- Coppa della Confederazione CAF: 1

Zamalek: 2023-2024
- Supercoppa CAF: 1

Zamalek: 2024

### Individuale
- Egyptian Premier League Team of the Year: 2[26][27]

2014-2015, 2015-2016